# Andriy Husin
Andriy Leonidovych Husin - em ucraniano, Андрій Леонідович Гусін (Zolochiv, 11 de dezembro de 1972 - Kiev, 17 de setembro de 2014) foi um futebolista e treinador de futebol da Ucrânia.
Nos tempos de URSS, seu nome era russificado para Andrey Leonidovich Gusin (Андрей Леонидович Гусин).

## Carreira

### Como jogador
Após defender Karpaty Kamianka-Buzka, Hazovyk Komarne e Karpaty Lviv, Husin foi contratado pelo Dinamo de Kiev em 1993, sendo um dos pilares da equipe que 11 títulos (sete Campeonatos Ucranianos e quatro Copas nacionais), além da semifinal da Liga dos Campeões da UEFA de 1998–99. Antes, em 1995, foi emprestado ao CSKA-Borysfen Kiev (atual FC Arsenal Kiev). Deixou o Dinamo em 2005 para defender o Krylia Sovetov, alegando que pretendia se concentrar na Seleção Ucraniana, além de um relacionamento conflituoso com o técnico Yozhef Sabo. Em 12 anos, foram 170 jogos e 22 gols marcados.
Sua passagem pelo Krylia Sovetov durou entre 2005 e 2007, com 39 partidas e nove gols. Assinou com o Saturn, como jogador e auxiliar-técnico em 2008, tendo representado a equipe da região metropolitana de Moscou em 13 jogos. Encerrou sua carreira no ano seguinte, no Khimki, onde não chegou a atuar.

## Carreira como auxiliar e treinador
Além de acumular funções de jogador e assistente no Saturn, Husin exerceu este último posto no Anzhi (2010) e no Krylia Sovetov (2013). Foi ainda técnico do Dynamo-2 (equipe reserva do Dinamo de Kiev) durante 3 anos.
Voltaria ao Anzhi novamente em 2013, inicialmente auxiliando o holandês René Meulensteen e, em seguida, trabalhou com Gadzhi Gadzhiyev até o final da temporada.

## Seleção Ucraniana
Entre 1993 e 2006, Husin defendeu a Seleção Ucraniana em 71 partidas, marcando 9 gols. Fez parte do elenco que se classificou para a Copa de 2006, a primeira competição do país desde a independência da União Soviética.

## Morte
Husin faleceu aos 41 anos de idade, após ser ejetado de sua moto numa curva do circuito de Chaika, na capital ucraniana. Segundo um comunicado emitido pelo Dinamo, a morte do ex-volante foi instantânea.